# Polygonum equisetiforme
Polygonum equisetiforme är en slideväxtart som beskrevs av James Edward Smith. Polygonum equisetiforme ingår i släktet trampörter, och familjen slideväxter. Inga underarter finns listade i Catalogue of Life.
Blomman är vit eller skär.